# Новгородская улица (Москва)
Новгоро́дская улица — улица на севере Москвы в районе Лианозово Северо-Восточного административного округа, между Илимской улицей и Вологодским проездом. Нумерация домов начинается со стороны Илимской улицы.

## История
В составе посёлка Лианозово получила название по городу Новгород (ныне Великий Новгород), областному центру России. С 1960 года в черте Москвы.

## Расположение
Новгородская улица проходит с юга на север. Начинается от Илимской улицы, пересекает Череповецкую улицу и заканчивается на Вологодском проезде у Лианозовского пруда. На улице находится 5 общеобразовательных школ, колледж и 2 детских сада.

## Учреждения и организации
- Дом 3 — Комиссия по комплектованию государственных дошкольных образовательных учреждений СВАО района Лианозово;
- Дом 6 — школа № 1122;
- Дом 7А — строительный колледж № 12;
- Дом 8 — школа № 1416 (с углубленным изучением английского языка);
- Дом 12 — школа № 655;
- Дом 21А — центр образования № 1430 (бывшая школа № 214);
- Дом 23А — детская поликлиника СВАО № 26;
- Дом 24 — Московский институт бухгалтерского учета и аудита;
- Дом 24, корпус 1 — школа № 166 (корпус «Мир школьного детства», до 2014 года — школа № 219);
- Дом 28 — детский сад № 1067;
- Дом 29 — детский сад № 1098;
- Дом 32 — Центр социального обслуживания Лианозово; ЕИРЦ.

## Транспорт
Участок от Вологодского проезда до Череповецкой улицы — с односторонним движением в сторону центра города.